# Serie B 2011 (pallapugno)
La Serie B 2011 è stata la serie cadetta del campionato italiano di pallapugno maschile.

## Squadre partecipanti
Nella stagione 2011 al campionato sono state iscritte 12 squadre.
| Club                                                 | Capitano           | Città                      |
| ---------------------------------------------------- | ------------------ | -------------------------- |
| Poggio Araldica GelatoCafè Augusto Manzo             | Massimo Marcarino  | Santo Stefano Belbo (CN)   |
| Cascina Pastori Bubbio                               | Nicholas Burdizzo  | Bubbio (AT)                |
| Bcc del Cuneese e Riviera dei Fiori Caragliese       | Andrea Pettavino   | Caraglio (CN)              |
| Rebuffo Materiali Edili Ceva                         | Marco Fenoglio     | Ceva (CN)                  |
| Conad Imperiese                                      | Cristian Giribaldi | Dolcedo (IM)               |
| Merlese                                              | Alessandro Bessone | Mondovì (CN)               |
| Morando Alfieri Alimentari Neivese                   | Daniele Giordano   | Neive (CN)                 |
| Revelli Autotrasporti Mgm Mondo del Vino Priocchese  | Stefano Brignone   | Priocca (CN)               |
| Pro Spigno                                           | Andrea Dutto       | Spigno Monferrato (AL)     |
| Rossini Caffè Olio Desiderio Banca d'Alba Ricca      | Alberto Rissolio   | Ricca di Diano d'Alba (CN) |
| Cuneo Sider S.P.E.B.                                 | Simone Rivoira     | San Rocco di Bernezzo (CN) |
| Ulivi di Liguria Giordano & Pisani Valli del Ponente | Tommaso Guasco     | San Biagio della Cima (IM) |

## Prima Fase
|    | Club              | P  |
| -- | ----------------- | -- |
| 1  | Imperiese         | 18 |
| 2  | Augusto Manzo     | 17 |
| 3  | Neivese           | 15 |
| 4  | Priocchese        | 12 |
| 5  | Merlese           | 12 |
| 6  | S.P.E.B.          | 12 |
| 7  | Pro Spigno        | 10 |
| 8  | Bubbio            | 9  |
| 9  | Ricca             | 8  |
| 10 | Valli del Ponente | 7  |
| 11 | Ceva              | 6  |
| 12 | Caragliese        | 6  |

## Seconda Fase
|   | Club          | P  |
| - | ------------- | -- |
| 1 | Augusto Manzo | 27 |
| 2 | Imperiese     | 26 |
| 3 | Neivese       | 17 |
| 4 | Priocchese    | 16 |

|   | Club       | P  |
| - | ---------- | -- |
| 5 | S.P.E.B.   | 20 |
| 6 | Merlese    | 20 |
| 7 | Bubbio     | 13 |
| 8 | Pro Spigno | 12 |

|    | Club              | P  |
| -- | ----------------- | -- |
| 9  | Caragliese        | 16 |
| 10 | Ricca             | 14 |
| 11 | Ceva              | 12 |
| 12 | Valli del Ponente | 9  |

## Fase Finale

### Spareggi play-off
| Neivese    | Merlese  | 5-11 |
| Priocchese | S.P.E.B. | 5-11 |

### Finali Scudetto
| Squadra 1     | Squadra 2 | Andata | Ritorno |
| ------------- | --------- | ------ | ------- |
| Augusto Manzo | S.P.E.B.  | 11-1   | 11-4    |
| Imperiese     | Merlese   | 11-9   | 11-10   |

| Squadra 1 | Squadra 2     | Andata | Ritorno |
| --------- | ------------- | ------ | ------- |
| Imperiese | Augusto Manzo | 4-11   | 1-11    |

## Squadra Campione
Poggio Araldica GelatoCafè Augusto Manzo
- Battitore: Massimo Marcarino
- Spalla: Pierpaolo Voglino
- Terzini: Michele Vincenti, Fabio Piva Francone